# Svilići
Svilići su naseljeno mjesto u općini Uskoplje, Federacija Bosne i Hercegovine, BiH.
Nalaze se na Vrbasu, u jugozapadnom dijelu općine koji se naziva Privor.

## Stanovništvo

### 1991.
Nacionalni sastav stanovništva 1991. godine, bio je sljedeći:
ukupno: 235
- Muslimani - 235

### 2013.
Nacionalni sastav stanovništva 2013. godine, bio je sljedeći:
ukupno: 158
- Bošnjaci - 158